# Tratado de aliança defensiva e ofensiva entre Peru e Chile de 1865
O Tratado de Aliança Ofensiva e Defensiva entre Peru e Chile foi assinado em Lima pelos representantes do Chile e do Peru em 5 de dezembro de 1865 para formalizar sua aliança contra a ameaça da frota espanhola no Pacífico Sul que atentava contra a independência das novas repúblicas.
Seus signatários foram Domingo Santa María para o Chile e Toribio Pacheco para o Peru, que também trocaram as ratificações em 12 de janeiro de 1876 em Lima.
O tratado consiste em seis artigos. O primeiro nomeia a Espanha como causa e prevê qualquer outra potência que atente contra a soberania e a independência dos signatários. O segundo ordena a união das duas frotas na luta contra a Espanha. O próximo nomeia o encarregado para conduzir da união das frotas. Os gastos deverão ser mantidos pelo país em que a frota opera, mas posteriormente serão deduzidas as despesas efetuadas pelo outro país.
O artigo cinco apela ao convite de outras repúblicas para aderirem ao tratado. Por fim, o sexto fixa o prazo para ratificação em quarenta dias.
A Bolívia aderiu à aliança em 19 de março de 1866.
O Equador aderiu em 30 de janeiro de 1866, deixando a esquadra espanhola sem suprimentos de Guayaquil ao Cabo Horn.